# Super Troupers
Super Troupers: A Celebratory Film from Waterloo to Mamma Mia 1974-2004 es el nombre de un especial de televisión, posteriormente lanzado a nivel mundial en formato DVD en el 2004, que narra la historia del grupo sueco ABBA.
Este documental fue originalmente transmitido el 6 de abril del 2004, en conmemoración al 30.º aniversario de la victoria de ABBA en el Festival de la Canción de Eurovisión 1974. Después de unos meses fue lanzado como un DVD de edición especial, con extras y más entrevistas que en el documental original.

## Contenido
- El documental original de 90 minutos que fue transmitido en 2004, y que incluye fotos y videos de pasadas presentaciones y entrevistas con los integrantes del grupo.
- Una nueva versión del documental The Winner Takes It All: The ABBA History con nuevas entrevistas y actualizado.
- Un cortometraje del musical Mamma Mia!
- Galería de imágenes y fotografías de ABBA

### Vídeos Incluidos
1. "Super Trouper"
2. "Gimme! Gimme! Gimme! (A Man After Midnight)"
3. "Voulez-Vous"
4. "I'm A Marionette"
5. "Mamma Mia"
6. "I Have A Dream"
7. "People Need Love"
8. "California Here I Come" (del show Festfolk)
9. "Fernando"
10. "Eagle"
11. "Head Over Heels"
12. "Take A Chance On Me"
13. "So Long"
14. "He Is Your Brother"
15. "Dancing Queen"
16. "One Man, One Woman"
17. "Thank You For The Music"
18. "Does Your Mother Know?"
19. "Knowing Me, Knowing You"
20. "The Winner Takes It All"
21. "Hole In Your Soul"
22. "Waterloo"
23. "Happy New Year"
24. "When All Is Said And Done"

### Material extra
- 20 minutos adicionales de entrevistas a los miembros del grupo y sus colaboradores.
- La gala del 5º aniversario del musical Mamma Mia! en Londres.
- Presentación de certificación de ventas a tres miembros del grupo.

## Listas de Popularidad
| Lista                         | Posición |
| ----------------------------- | -------- |
| UK Music Video Chart          | 2        |
| Alemania Music Video Chart    | 6        |
| Irlanda Top 10 IRMA DVD Chart | 7        |
| Suecia DVD Chart              | 14       |
| México Music Video Chart      | 50       |

## Certificaciones
| País/Organización | Certificación | Ventas |
| ----------------- | ------------- | ------ |
| RIANZ             | Oro           | 2,500  |